# Grauwe runenkorst
Grauwe runenkorst (Enterographa crassa) is een korstmossoort uit de familie Roccellaceae. Hij leeft in symbiose met de alg Trentepohlia.

## Determinatie
Grauwe runenkorst is een korstvormig korstmos. Het thallus is lichtgrijs tot lichtbruin, donkerbruin of donker olijfgroen. De soort heeft de volgende kenmerkende kleurreacties: C–, K–, Pd–, UV–. Er is een prothallus zichtbaar; dit is dun, persistent, donkerbruin tot zwart. Soralen en isidiën zijn afwezig. Pycnidiën zijn zichtbaar als minuscule bleke tot bruine vlekjes, regelmatig ingezonken en hebben een diameter van 40–50 μm.
De ascus is cilindrisch tot cilindrisch-clavaat en bevat acht sporen. De ascosporen zijn  4–6(–7)-septaat, hyaliene, spoelvormig, recht tot licht gebogen, tamelijk dikwandig, glad, zonder perispore of geleiachtige omhulling en meten 28–38 × 4–6 μm.

## Ecologie
Grauwe runenkorst is een epifyt die voorkomt op vooral oude bomen, met name in de binnenduinrand en op landgoederen. Op kleigronden gaat het onder andere om oude bomen op het erf van boerderijen.

## Verspreiding
Grauwe runenkorst komt voor in Europa en enkele waarneming zijn bekend uit Nieuw-Zeeland. In Nederland is het een zeldzame soort en staat op de Nederlandse Rode Lijst in de categorie 'Kwetsbaar'.